# 雷卡纳蒂港
雷卡纳蒂港（義大利語：Porto Recanati）是意大利马切拉塔省的一个市镇。总面积17.32平方公里，人口12155人，人口密度701.8人/平方公里（2009年）。ISTAT代码为043042。